# Radiodewiacja
Radiodewiacja – namiarowy błąd nawigacyjny powodujący błędne namierzanie kierunku skąd pochodzi sygnał radiowy. Powstaje on w radionamierniku i jest spowodowany promieniowaniem pola wtórnego przez przedmioty metalowe, jakie w danej chwili znajdują się w pobliżu radionamiernika i jego anteny.